# Dodenhof
Dodenhof ist ein privat geführtes Einzelhandelsunternehmen mit Einkaufszentren in Norddeutschland. Das Einkaufszentrum des Unternehmensursprungs liegt in Ottersberg, Ortsteil Posthausen im Landkreis Verden bei Bremen. Das Einkaufszentrum liegt nahe den Bundesautobahnen 1 und 27. Daneben besteht ein zweites Einkaufszentrum in Kaltenkirchen in Schleswig-Holstein an der Bundesautobahn 7.

## Geschichte

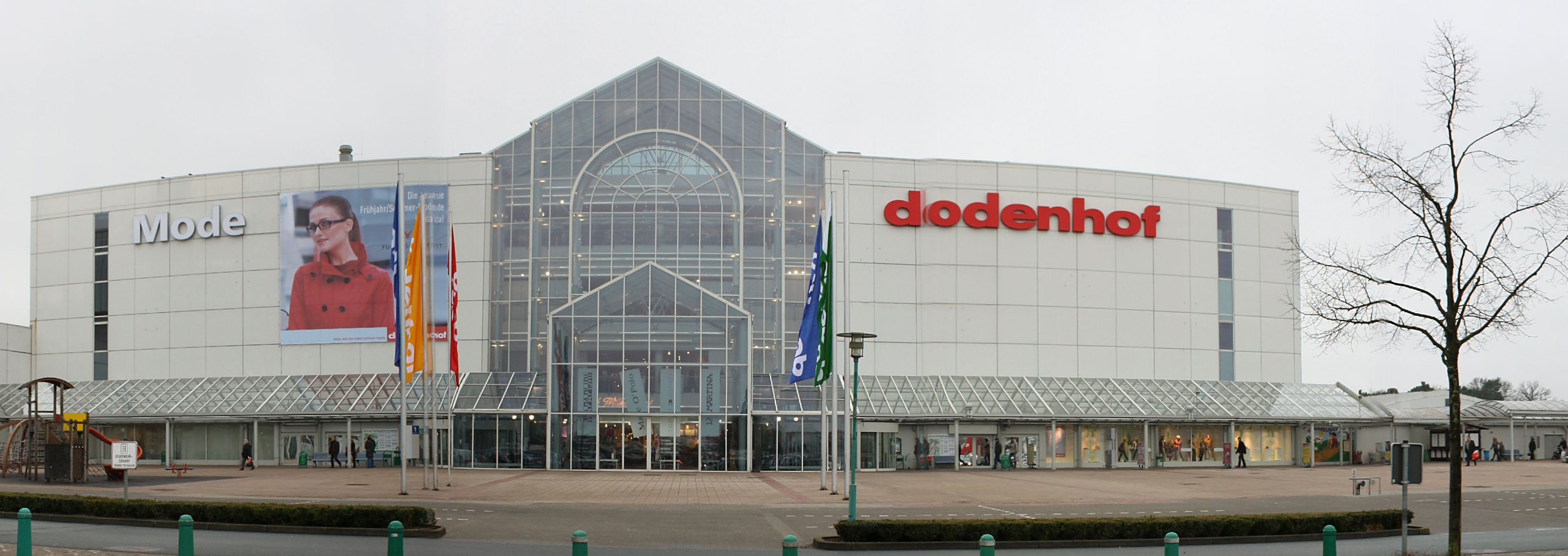
Haupteingang Modehaus in Posthausen (2008)

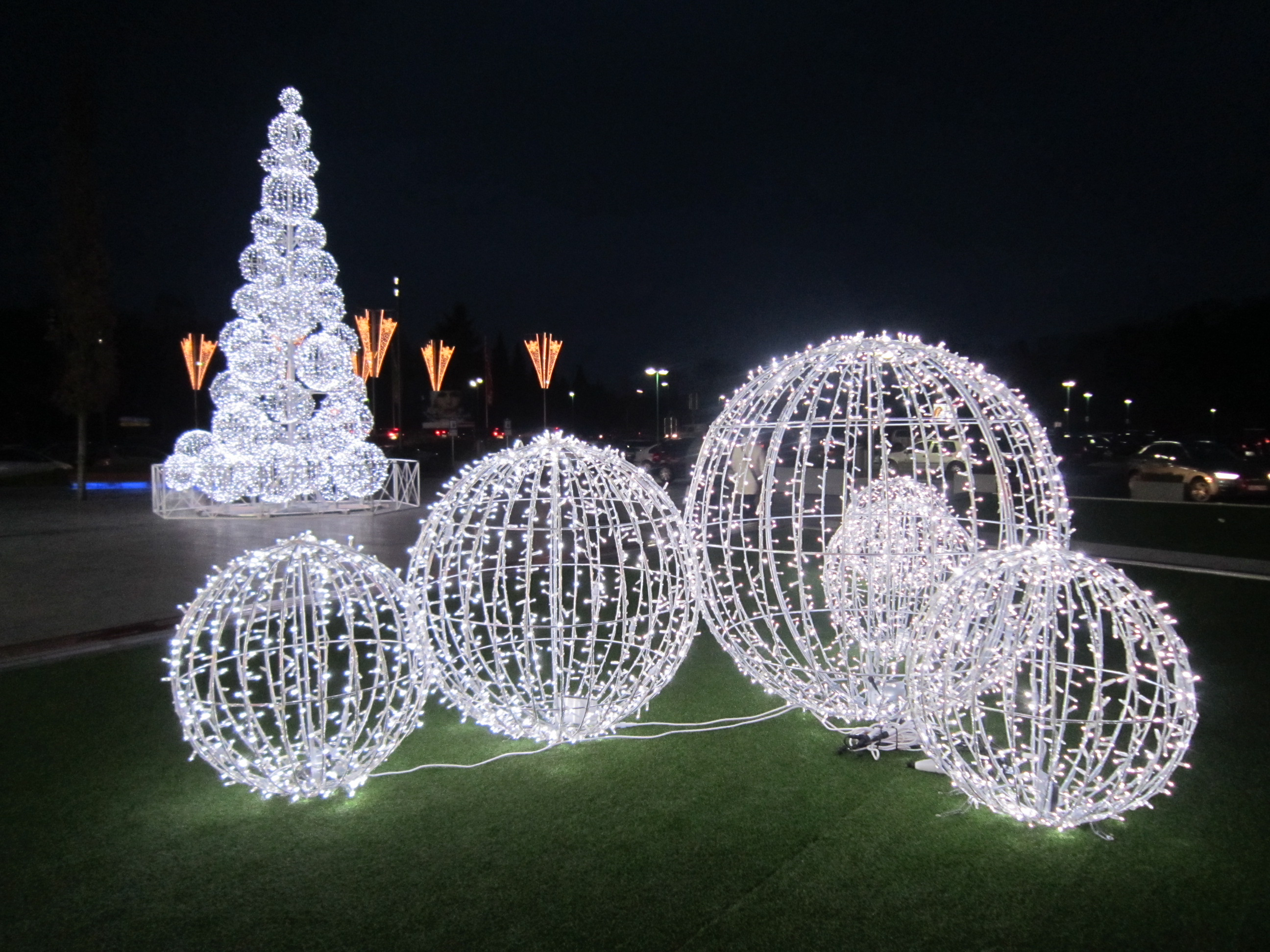
Nebeneingang im Advent

Mit 23 Jahren eröffnete Hermann Dodenhof 1910 einen kleinen Gemischtwarenladen in Stellenfelde. Bereits 15 Jahre später kaufte er ein Geschäftshaus in Posthausen. Der Ort war zu der Zeit noch vom öffentlichen Verkehrsnetz abgeschnitten. Somit versorgte Dodenhof seine Kunden als „fliegender Händler“ jahrelang mit Fahrrad, Sackkarre und Pferdekutsche, bis 1952 der erste LKW angeschafft wurde.
1961 wurde ein großes Warenhaus eröffnet. Bereits im Vorjahr war das 50-jährige Jubiläum des Unternehmens gefeiert worden. 1975 wurde mit 10.000 m² das größte Möbelhaus im norddeutschen Raum eröffnet und 1977 ein Abhollager eingeweiht, um den Kunden ein möglichst großes Warensortiment zu bieten und um schnelle Verfügbarkeit zu gewährleisten.
1983 wurde ein Supermarkt eröffnet, 1988 eine Tankstelle mit Waschstraße und Reifen-Center. 1994 wurde der Neubau des Modehauses auf vier Etagen abgeschlossen.
1998 expandierte das Unternehmen mit Errichtung eines Einrichtungshauses in Kaltenkirchen, Gesamtfläche 30.000 m². 2002 wurde die „Dodenhof-Card“ eingeführt. 2006 wurde in Kaltenkirchen ein großes Modehaus eröffnet.
2008 folgte die Eröffnung eines Sport- und Technikhauses, 2010 feierte Dodenhof das einhundertjährige Bestehen der Firma in Posthausen. 2012 wurde das Einkaufszentrum um insgesamt 24 externe Shops für Bekleidung, Lifestyle und Gastronomie auf zusätzlichen 10.000 m² eröffnet. Seither zählt Dodenhof zu den größten Einkaufszentren Deutschlands. 2014 wurde ein Mode- & Sport-Outlet auf 2.200 m² Verkaufsfläche eröffnet.
Seit Herbst 2015 wird die VBN-Buslinie 760 mit einem Pendelverkehr Dodenhof – Ottersberger Bahnhof zu jedem Zug der Linie RB 41 (Metronom) verstärkt. Das Unternehmen ist mittlerweile in vierter Generation im Familienbesitz.
Im Jahr 2018 wurde die Möbelsparte von Dodenhof zu 75 % an die österreichische Lutz-Gruppe abgegeben. In diesem Zuge wurden die bisherigen Möbelhäuser („WohnWelten“) an den Standorten Posthausen und Kaltenkirchen in zwei neue, eigenständige Gesellschaften überführt und unter dem Namen „XXXLutz Dodenhof“ weitergeführt. Dodenhof brachte in die Partnerschaft neben den Möbelhäusern auch die Dachgarten-Restaurants sowie die Immobilie am Standort Kaltenkirchen ein. 2024 übernahm XXXLutz die Anteile von Dodenhof an den Gesellschaften. Das Co-Branding wurde aufgehoben.
Das übrige Geschäft – Mode, Sport, Lifestyle, Supermarkt sowie das Technikhaus – befindet sich weiterhin zu 100 % im Besitz der Familie Dodenhof und wird von ihr eigenständig geführt.

## dodenhof Unternehmensgruppe
Die dodenhof Gruppe besteht aus mehreren Gesellschaften:
- dodenhof Posthausen KG (mit Niederlassung in Kaltenkirchen) (Handel und Gastronomie)
- dodenhof Posthausen Immobilien und Dienstleistungs KG (Immobilien und Vermietung)
- dodenhof Posthausen Centermanagement GmbH (Center)

## Geschäftsführung
- Ralph Dodenhof (CEO, Geschäftsführender Gesellschafter und Inhaber)[9]
- Thomas Pelz (COO, Geschäftsführer Mode, Sport und Lifestyle)[10]
- Thomas Hampel (CFO, Finanzen, Personal und IT)[11]

## Gliederung der Standorte

### Posthausen
Die ShoppingWelt dodenhof in Posthausen besteht aus mehreren Welten und Bereichen:
Einzelhandel:
- Die ModeWelt dodenhof inkl. KinderWelt (Damen-, Herren- und Kinderbekleidung, Parfümerie, Uhren und Schmuck, Juwelier, Brautsalon und Lederwaren)[12]
- Die SportWelt dodenhof (Sportbekleidung, Outdoor-Bekleidung, Fahrräder, Golf, Fußball, Laufsport, Fitnessgeräte, Bademode, Sport-Werkstatt usw.)[13]
- Die TechnikWelt dodenhof (Elektrofachmarkt)[14] mit PostPoint
- Die GenießerWelt dodenhof (Supermarkt)[15]
- Die WohnWelten XXXLutz dodenhof (Einrichtungshaus)[16]
- Die GartenWelt XXXLutz dodenhof (Gartenmöbel)
- d-strict (Young Fashion)[17]
- Outlet für Mode & Sport[18]
- ShopMall (Externe Mieter)[19]

Gastronomie:
- Die Foodhall ROOTS in der GenießerWelt[20]
- Café „ECHT.ZEIT“[21]
- Dachgarten-Restaurant (XXXLutz dodenhof)[22]
- Heiße Theke in der GenießerWelt[23]
- und weitere in der GenießerWelt-Mall und auf Centergelände[24]

### Kaltenkirchen
Das Einkaufszentrum in Kaltenkirchen hat ebenfalls mehrere Sortimentsbereiche (die sogenannten ShoppingWelten).
- Die ModeWelt (Damen-, Herren- und Kinderbekleidung, Parfümerie, Uhren und Schmuck)[25]
- Die WohnWelten XXXLutz dodenhof (Einrichtungshaus, inklusive jungem Wohnen)[26]
- Die SportWelt (Sportbekleidung, Streetwear)[27]
- Die GartenWelt XXXLutz dodenhof (Gartenmöbel)
- d-strict (Young Fashion)[28]
- FashionCafé (1. Obergeschoss ModeWelt)[29]
- Dachgarten Restaurant (3. Obergeschoss WohnWelten, XXXLutz dodenhof)[30]

## Online-Shop
Dodenhof betreibt als dritten Standort noch einen eigenen Online-Shop für die Bereiche Mode, Sport und Lifestyle, sowie über die expert e-Commerce GmbH einen Online-Shop für die TechnikWelt inklusive der Möglichkeit von Reservieren & abholen.